# Favibracon gauldi
Favibracon gauldi är en stekelart som beskrevs av Donald L.J. Quicke 1989. Favibracon gauldi ingår i släktet Favibracon och familjen bracksteklar. Inga underarter finns listade i Catalogue of Life.